# Masnerella cincta
Masnerella cincta är en stekelart som först beskrevs av Alan John Harrington 1899.  Masnerella cincta ingår i släktet Masnerella och familjen Scelionidae. Inga underarter finns listade i Catalogue of Life.